# Sisleide do Amor Lima
Sisleide do Amor Lima, detta Sissi (Esplanada, 2 giugno 1967), è un'allenatrice di calcio ed ex calciatrice brasiliana, di ruolo centrocampista offensiva, per anni in rosa nella nazionale brasiliana con la quale ha conquistato un terzo posto nel Mondiale degli Stati Uniti d'America 1999, torneo nel quale si è anche aggiudicata il titolo di miglior marcatrice a pari merito con la cinese Sun Wen.